# Carl Reichstein

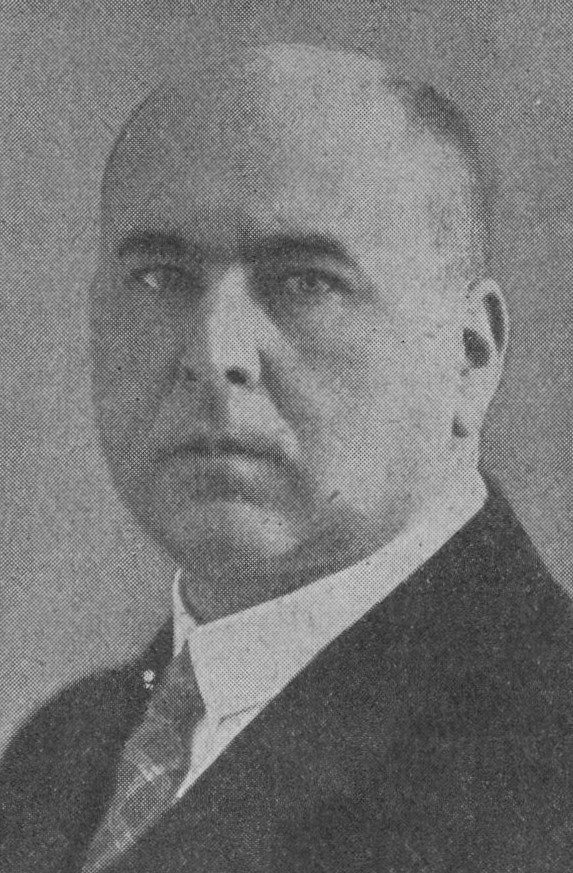
Carl Reichstein, um 1928

Carl Eduard Robert Reichstein (* 23. Februar 1847 in Brandenburg an der Havel; † 17. Januar 1931 in Brandenburg an der Havel) war ein deutscher Unternehmer. Als gelernter Korbmacher übernahm er mit seinen Brüdern Adolf, Hermann und Eduard das väterliche Unternehmen und baute es als die Gebr. Reichstein OHG aus. Unter seiner Leitung entstand daraus der Automobilhersteller Brennabor-Werke Gebr. Reichstein, aus der später in die Brennabor-Werke AG hervorging. 

## Herkunft
Die Vorfahren des Vaters Eduard Reichstein (1810–1862) wanderten aus Schlesien nach Potsdam aus. Nach der Lehre und seinem Militärdienst zog der Vater Eduard 1835 nach Brandenburg an der Havel und übernahm in der Brüderstraße 372 (jetzt Nr. 3) ein bestehendes Geschäft, dessen Inhaber verstorben war.
1835 heiratete Eduard Reichstein Marie Wilhelmine Wiggert (26. Juli 1807–8. Dezember 1883), die Tochter des Brandenburger Tuchmachermeisters Friedrich Wiggert. Carl war das vierte ihrer sechs Kinder:
- Adolf 27. August 1839–12. September 1910
- Herrmann 27. Oktober 1841–4. Januar 1913
- Franz 11. September 1843–13. Januar 1844
- Emma 9. Januar 1845–29. Januar 1929
- Carl 23. Februar 1847–17. Januar 1931
- Eduard 24. September 1850–4. Mai 1893

Die gute Auftragslage und eine wachsende Familie erforderten immer wieder größere Wohn- und Geschäftsräume. Daher zogen die Reichsteins häufig um: 1838 in die Venedigstraße 622, 1844 zum Neustädtischen Markt 4, 1850 zum Molkenmarkt 25, 1858 wieder zum Neustädtischen Markt und schließlich 1859 in das Haus Steinstraße 4.

## Leben
Carl Reichstein ging nach dem Schulbesuch in Brandenburg und einer Korbmacherlehre auf Wanderschaft (1867–1871), die ihn u. a. nach Frankreich und in die Schweiz führte.
Die Brüder übernahmen nach dem Tod des Vaters den Betrieb. 1869 gründete Carl Reichstein auf Anregung seines ältesten Bruders Adolf die Firma Eduard Reichstein OHG zur Herstellung von Kinderwagen, die 1875 in Gebr. Reichstein umbenannt wurde. Bereits 1876 produzierte sie täglich 100 Kinderwagen.
Carl Reichstein heiratete 1882 Emma Florentine, geb. Schmidtsdorf (1864–1940) und hatte mit ihr fünf Kinder (Walter (1884–1965), Carl (1885–1945), Ernst (1886–1977), Eduard (1888–1974) und Friedrich (1890–1917)).
In gemeinsamer Verantwortung, insbesondere mit seinem Bruder Adolf, wurde das Unternehmen ständig erweitert und weitere Flächen in Stadtgebiet erworben. Die Talente der Brüder ergänzten sich gut: „Adolf leitete das Ganze ..., Hermann wusste ... Kunden zu gewinnen, Carl war die Seele des Fabrikationsbetriebe...“ Nach einer Studienreise durch England erweiterte Carl die Produktpalette zunächst auf Fahrräder, die sie ab 1880 unter dem Markennamen Brennabor auf den Markt brachten. Die ersten Räder wurden unter nahezu ausschließlicher Verwendung englischer Importteile gefertigt, aber nach und nach erweiterte man die eigenen Fertigungsmöglichkeiten in neuen Fabriken, bis man schließlich alle Teile selbst herstellte und montierte. Der Erfolg fand viele Nachahmer und um 1900 gab es in Brandenburg mindestens fünf weitere namhafte Fahrradhersteller, u. a. Condor, Corona.

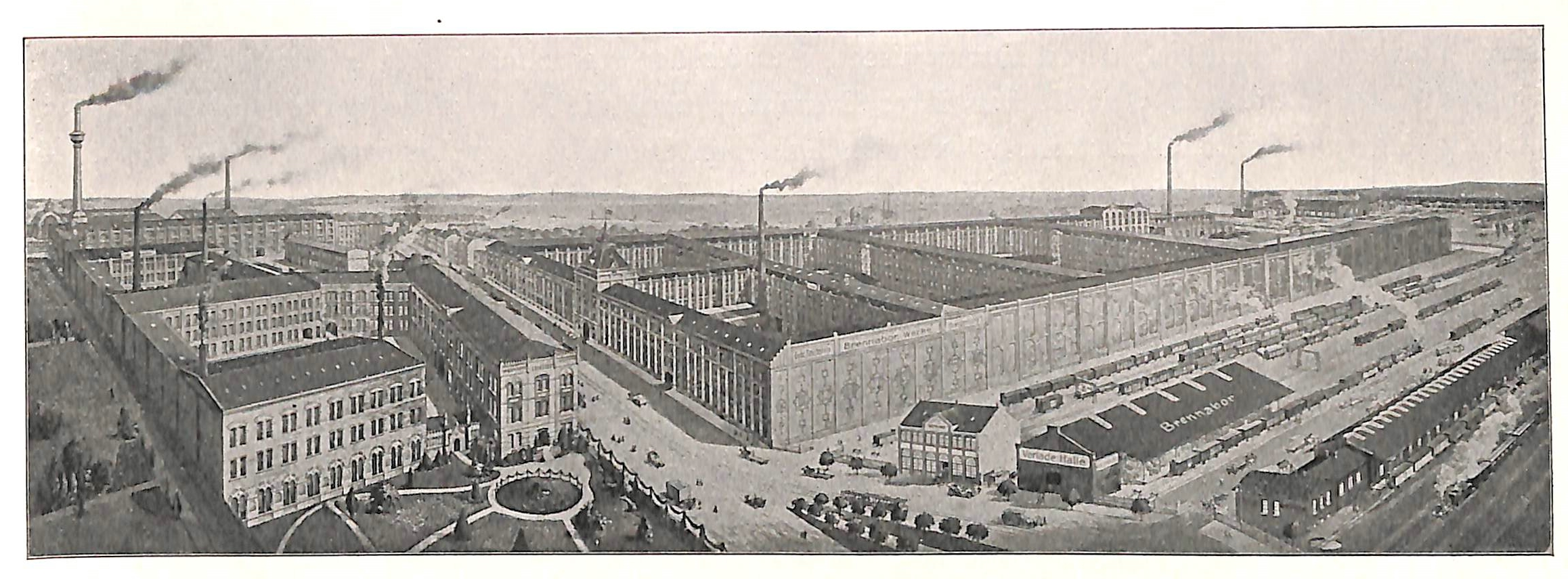
Brennabor-Werke Brandenburg

Ab 1901 kamen unter dem gleichen Markennamen Motorräder und ab 1903 Kraftwagen hinzu, letztere zunächst nur auf Bestellung. Aber bereits 1908 begannen die Brennabor-Werke mit der Serienproduktion von Automobilen. Die Brennabor-Werke unterhielten ab 1908 einen eigenen Rennstall und erzielten weltweit große Erfolge im Motorsport.
Nach 1900 zogen sich die Brüder mehr und mehr zurück und Carl Reichstein wurde alleiniger Firmenchef. Während des Ersten Weltkriegs wurden Rüstungsaufträge übernommen. Auch dafür schuf Reichstein 1914–1917 in der Stadt Brandenburg in der Nähe des Bahnhofs Brandenburg entlang des Jakobsgrabens ein großes Fabrikgelände für die Weiterführung des Automobilbaus. 1916 nahm er seine Söhne Walter, Carl Gustav und 1918 Ernst als Mitinhaber in die Firma auf. Er zog sich selbst ab 1917 aus dem operativen Geschäft zurück, blieb aber Gesellschafter.

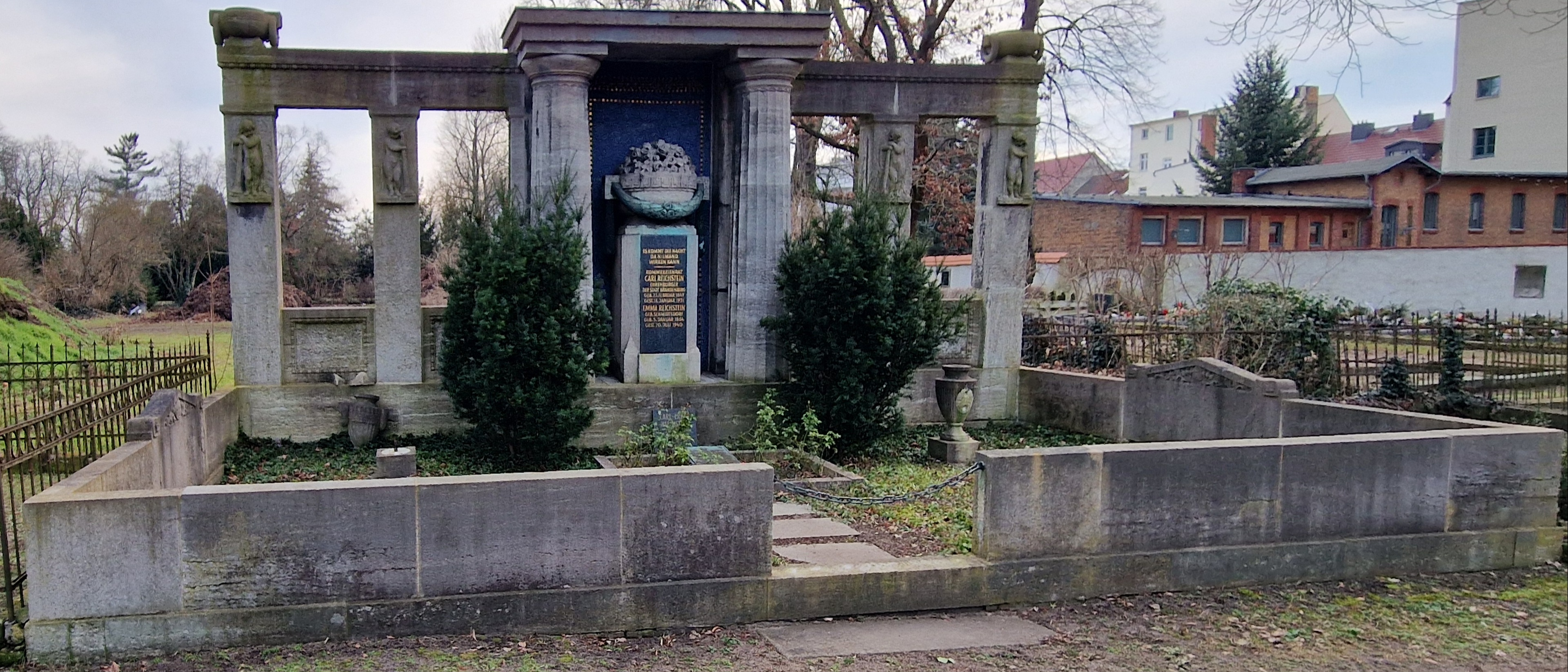
Grabanlage Familie Reichstein

Die Söhne führten 1923 die Fließbandmontage ein und die Firma wuchs zum zweitgrößten Automobilproduzenten Deutschlands. Sie beschäftigte bis zu 6000 Mitarbeiter. Reichstein musste jedoch miterleben, wie das Familienunternehmen 1928 insolvent wurde, da es im Automobilbereich mit Verlust arbeitete. Er trug jedoch viel zum Erhalt des Unternehmens bei, das schließlich bis 1932 in die Brennbor AG überführt wurde.
1918 gründete Reichstein die „Carl-Reichstein-Stiftung“ zur Heilung und Pflege schwächlicher und kranker Kinder, die später in Programme der Wohlfahrtspflege integriert wurde. Die Stiftung eröffnete am 18. April 1921 in dem ehemaligen Offizierskasino der Kürassiere in der Magdeburger Straße eine Brandenburger Krüppelfürsorgestelle, wo sich eine orthopädische Werkstatt, Behandlungs- und Gipszimmer, eine Liegehalle und ein Turnsaal befanden. Die Einrichtung hatte bereits nach kurzer Zeit beachtliche Heilerfolge vorzuweisen.
Carl Reichstein und seine Frau Emma lebten ab 1903 außerhalb Brandenburgs in Fohrde. Sie wurden als letzte Personen der Unternehmerfamilie in der Familiengrabstätte auf dem Neustädtischen Friedhof beigesetzt. Die Grabstätte und das Wohnhaus in Fohrde stehen heute unter Denkmalschutz.

## Ehrungen
- 1912: Kommerzienrat
- 1921: Ehrenbürger der Stadt Brandenburg[4]
- Nach seinem Tod wurde in Brandenburg der nördliche Ast der Schützenstraße – an dem große Teile der Brennborwerke lagen – in Carl-Reichstein-Straße umbenannt. Die Straße wurde nach 1945 zur Geschwister-Scholl-Straße. Heute gibt es in Brandenburg wieder eine Carl-Reichstein-Straße an anderer Stelle.
- Das Oberstufenzentrum in Brandenburg trägt den Namen Gebrüder Reichstein

## Werke
- Carl Reichstein: Meine Lebenserinnerungen, o. O. 1929